# Zuleika
Zuleika  è un nome proprio di persona inglese femminile.

## Varianti
- Ipocoristici: Zuzu[2], Zula[2]

### Varianti in altre lingue
- Arabo: زليخا (Zulaykha, Zulekha)[1][2]
- Azero: Züleyxa[1]
- Catalano: Zuleica[3]
- Francese: Zouleïkha
- Portoghese: Zuleica
- Russo: Зулейха (Zulejcha)
- Spagnolo: Zuleica[3]
- Turco: Züleyha, Zeliha[1]

## Origine e diffusione

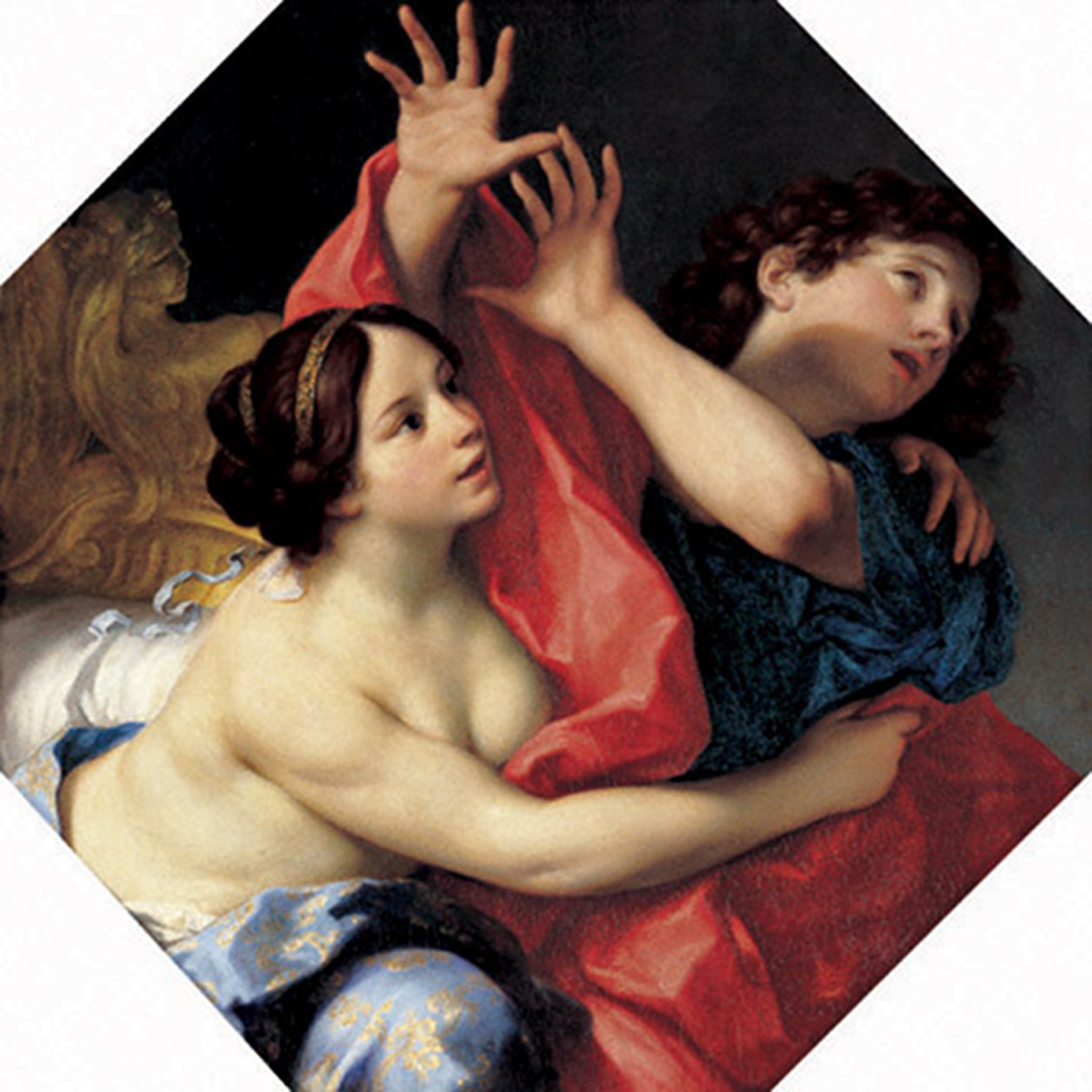
Giuseppe e la moglie di Putifarre, di Carlo Cignani

È il nome attribuito, a partire dall'VIII secolo, alla moglie di Putifarre, un personaggio oggetto di numerose opere e poemi, tra cui il cinquecentesco Yusuf e Zuleika del poeta persiano Jami, e in un poema di Rudyard Kipling scritto negli anni 1880; un altro personaggio così chiamato appare anche in Zuleika Dobson di Max Beerbohm (1911) e in un musical da esso tratto.
L'etimologia non è del tutto certa; è probabilmente una variazione del nome arabo زليخا (Zulaykha, Zulekha), che significa "bella", oppure "grassottella", "cicciottella" (riflesso dei gusti musulmani sulla bellezza femminile dell'epoca). Alcune fonti riportano invece che vorrebbe dire "brillante bellezza" in persiano, ma si tratta di un'ipotesi non circostanziata.

## Onomastico
Il nome è adespota, cioè non è portato da alcuna santa, quindi l'onomastico ricade il 1º novembre, giorno di Ognissanti.

## Persone

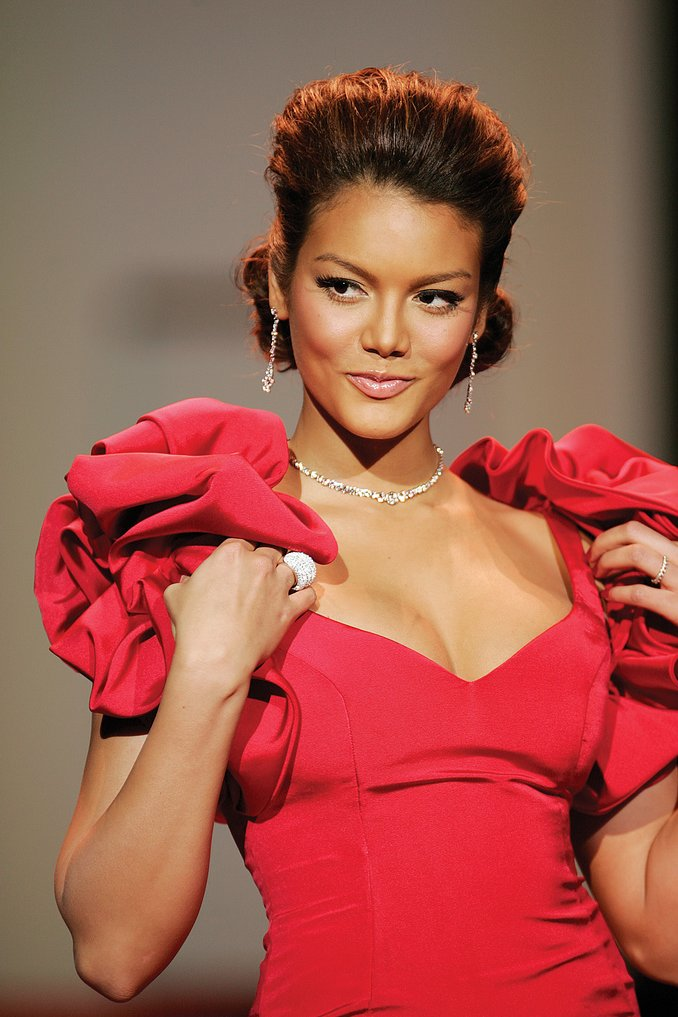
Zuleyka Rivera

### Varianti
- Zuleyka Rivera, modella portoricana
- Zuleikha Robinson, attrice britannica
- Züleyxa Seyidməmmədova, aviatrice, militare e politica sovietica

## Il nome nelle arti
- Madame Zuleika è un personaggio del film del 1939 Spregiudicati, diretto da Clarence Brown.
- Zia Zuleika è un personaggio della serie animata Shirab, il ragazzo di Bagdad.
- Zuleica è un personaggio della telenovela Dancin' Days.
- Züleyha Altun è la protagonista della telenovela turca Terra amara.
- Zuleika Dobson è un personaggio dell'omonimo romanzo di Max Beerbohm.
- Zulekha è il nome della moglie del mercante Aziz, che concupisce il giovinetto Yusuf nel romanzo Paradiso del Premio Nobel Abdulrazak Gurnah. Trasparente calco della vicenda biblica di Yusuf/Giuseppe come raccontata nel Corano.